# Tip 90 (Kina)
Tip 90 je kineski glavni borbeni tenk. Tip 90 razvijen je iz tenka Tip 85. Zbog propalog pokušaja potpisivanjem ugovora s kineskom vojskom, tenk je postao izvozna inačica namijenjena Pakistanu. U Pakistanu se proizvodi pod licencom pod imenom Al Khalid.

## Povijest
Tip 90 prvi puta je prikazan 1991. godine. Smatra se kopijom sovjetskog T-72 tenka.

## Dizajn

### Vatrena moć
Tip 90 koristi se istim topom kao i Tip 85-III, 125 mm glatkocijevni top koji je stabiliziran u dvije ravnine. Kao i T-85-III sposoban je ispaljivati rusku protuoklopnu vođenu raketu 9M119 Refleks (NATO naziv: AT-11 Sniper) ili kinesku kopiju te rakete. Sustav upravljanja paljbom (SUP) je solidan, no najveća mana je što nema termoviziju. Prema nekim tvrdnjama Tip 90 može pucati iz pokreta i ima vjerojatnost pogađanja prvom granatom oko 70%. Vrijeme zahvata cilja je od 7 do 10 sekundi. Borbeni komplet se sastoji od 39 granata, raspoređenih u automatskom punjaču i tijelu tenka.
Sekundarno naoružanje sastoji se od 7.62 mm suspregnute strojnice i 12,7 mm protuavionske strojnice.

### Oklopna zaštita
Najveća razlika između tenka Tip 85 i Tip 90 je razina oklopne zaštite koja se smatra gotovo jednakom kao na ruskom T-80 tenku. Zbog dodatnog oklopa, težina tenka se povećala za 6 tona. Kao dodatna zaštita postavlja se eksplozivno-reaktivni oklop (ERA) koji se postavlje na prednji i bočni dio kupole i tijela, a na nekim verzijama postavlja se i na krov kupole radi bolje zaštite od protuoklopnih vođenih raketa koje cilj napadaju odozgo. Na Tip 90-II tenku prednji dio kupole napravljen je tako da se može zamijeniti s novijim oklopom ako je potrebno.

### Pokretljivost
Tip 90 pokreće CV-12 Condor Dieselov motor snage 1200 ks koji se koristi i na britanskom Challengeru. Zajedno s francuskom automatskom transmisijom SESM ESM ,koja se ugrađuje i u Leclerc, Tip 90 postiže maksimalnu brzinu od 65 km/h s omjerom snage i težine vrlo dobrih 25 km/t. Domet mu je 450 km.

## Verzije

### Tip 90-I
Izvozna verzija Tip 90 tenka za Pakistan. Tip 90-I koristi se istim topom kao i njegov prethodnik Tip 85, što znači da im je vatrena moć ista. Sustav upravljanja paljbom (SUP) je isto sličan i nema termoviziju, što znači da ne može efikasno djelovati noću i u lošim vremenskim uvjetima.
U Tip 90-I ugrađen je britanski Perkins Shrewsbury CV12-1200 TCA Dieselov motor s 1200 ks zbog loše kvalitete i kratkog vijeka domaćih, kineskih motora. Inače isti takav motor ugrađuje se i u Challenger tenkove. Prijenos je automatski, francuski SESM ESM 500, koji se ugrađuje i na Leclerc. S tim motorom i prijenosom, Tip 90-I može postići maksimalnu brzinu od 62.3 km/h.
Projekt je napušten 1998. godine zbog pakistanskog nuklearnog programa i uvođenjem embarga za uvoz oružja.

### Tip 90-II
Zbog uvođenja embarga, napravljen je Tip 90-II koji je bio namijenjen prodaji kineskoj vojci. U tenk je umjesto britanskog ugrađen kineski motor, vjerojatno radi smanjenja troškova proizvodnje. Performanse motora pokazale su se loše zbog različitih klimatskih uvjeta u sjevernoj i južnoj Kini.

### Tip 90-IIM
Tip 90-IIM je verzija Tip 90-II tenka u kojeg je zbog lošeg kineskog motora, ugrađen je ukrajinski 6TD-2 s 1200 ks koji je ugrađen i u T-84. Tenk je impresionirao pakistanske stručnjake i na temelju Tip 90-IIM napravljen je Al Khalid tenk.

## Korisnici
- NR Kina
- Pakistan - oko 350 Al Khalid tenkova (Tip 90-IIM)